# Kostel svatého Jakuba Většího (Žebnice)
Kostel svatého Jakuba Většího je římskokatolický kostel v Žebnici u Plas v okrese Plzeň-sever. Od roku 1964 je chráněn jako kulturní památka. Kostel stojí v areálu hřbitova u silnice do Horního Hradiště.

## Historie
Větší část staršího kostela ze 14. století byla stržena v letech 1784–1785 a nahrazena jednolodní barokní stavbou s pravoúhlým presbytářem a hranolovou věží v západním průčelí, snad podle staršího projektu Jana Blažeje Santiniho Aichela.[zdroj?]
V letech 2003–2010 zdejší občanské sdružení Jakub Větší podniklo s přispěním prostředků Evropské unie generální obnovu chrámu.

## Stavební podoba
Z původního vrcholně gotického kostela se zachoval pouze trojboký presbytář s žebrovou klenbou s klínovými žebry a fragmenty figurálních gotických nástěnných maleb, který dnes slouží jako sakristie. Nástěnné malby pokrývaly původně všechny stěny presbytáře i sedile a pocházejí ze 14. století ze dvou období. Triumfální oblouk zdobí postavy dvou proroků, Adama a Evy a Kaina s Ábelem, na klenbě je postava Hospodina a v sedile výjev Svátosti pokání. Umělecky významné okenní sklomalby s motivy Krista Vševládce, Korunování Panny Marie a šesti postavami apoštolů byly roku 1910 přeneseny do dvou muzeí. Stavba je na věži označena letopočtem 1785 a znakem plaského kláštera s iniciálami opata C. Wernera.
Všechny tři oltáře tvoří iluzivní nástěnná malba sloupové architektury z roku 1785. Na hlavním oltáři stávala dřevěná gotická socha svatého Jakuba Většího jako poutníka z konce 15. století přenesená do Západočeského muzea v Plzni. Dva protějškové boční oltáře jsou zasvěceny svatému Janu Nepomuckému a lurdské Panně Marii ve skalách. Dále zde zůstal votivní obraz ze 16. století zobrazující českého šlechtice Gottfrieda ze Žebnice s manželkou.[zdroj?]